# Климентиевка
Климентиевка (укр. Климентіївка) — село на Украине, (до 07.06.1946 года Клименталь, до 1893 года Стара Гута, в XVI веке Майдан Гута), находится в Барановском районе Житомирской области. В Климентиевке родился Кузьминский Иван Антонович (1922—2000 г). Герой Социалистического труда (1971 г), Почётный гражданин г. Коростень (28.10.1977г).
Код КОАТУУ — 1820680802. Население по переписи 2001 года составляет 692 человека. Почтовый индекс — 12731. Телефонный код — 4144. Занимает площадь 13,53 км².

## История
В 1946 году указом ПВС УССР село Клименталь Первый переименовано в Климентиевку.

## Адрес местного совета
12730, Житомирская область, Барановский р-н, с. Вирля